# La Bicicleta
"La Bicicleta" (tiếng Việt: "Xe đạp") là một bài hát được thu âm bởi Carlos Vives và Shakira từ từ album phòng thu thứ năm sắp ra mắt của Vives mang tên Vives (phát hành năm 2017).

## Xếp hạng
| Bảng xếp hạng (2016)                | Vị trí cao nhất |
| ----------------------------------- | --------------- |
| Argentina (Monitor Latino)          | 5               |
| Chile (Monitor Latino)              | 4               |
| Colombia (National-Report)          | 1               |
| Ecuador (Monitor Latino)            | 1               |
| France (SNEP)                       | 45              |
| Guatemala ([[Monitor Latino]])      | 1               |
| Mexico (Monitor Latino)             | 1               |
| Bồ Đào Nha (AFP)                    | 16              |
| Tây Ban Nha (PROMUSICAE)            | 1               |
| Thụy Sĩ (Schweizer Hitparade)       | 54              |
| Hoa Kỳ Billboard Hot 100            | 95              |
| Hoa Kỳ Hot Latin Songs (Billboard)  | 2               |
| Hoa Kỳ Latin Pop Songs (Billboard)  | 1               |
| Hoa Kỳ Tropical Airplay (Billboard) | 1               |
| Venezuela (Monitor Latino)          | 1               |

## Chứng nhận
| Quốc gia                                                                           | Chứng nhận | Số đơn vị/doanh số chứng nhận |
| ---------------------------------------------------------------------------------- | ---------- | ----------------------------- |
| Tây Ban Nha (PROMUSICAE)                                                           | Platinum   | 40.000‡                       |
| * Chứng nhận dựa theo doanh số tiêu thụ. ^ Chứng nhận dựa theo doanh số nhập hàng. |            |                               |